# 섬 건너뛰기
섬 건너뛰기(Island hopping, Leapfrogging)는 제2차세계대전 태평양 전쟁 당시 더글라스 맥아더 장군이 지휘하던 미군이 사용했던 전략 혹은 전술이다.

## 개요
국내에서는 '개구리 뜀뛰기 전술', '개구리 뜀뛰기 작전' 등으로 많이 알려져 있는데 마치 개구리가 점프하듯이 전략적으로 중요한 섬(거점)만 건너뛰면서 점령하는 것으로 강력한 방어 태세를 갖춘 일본군 거점을 우회해 배후지역 섬에 병력을  상륙시켜 적의 보급선을 차단해 일본군을 무력화하는 전략 혹은 전술이다.